# Polder van de erven J. Warmolts
De Polder van de erven J. Warmolts is een voormalig waterschap in de Nederlandse provincie Groningen.
Van deze kleine polder is weinig meer bekend dan dat er een bemalingsvergunning door Gedeputeerde Staten is afgegeven en dat de molen (een wip) op de Hoornschedijk stond en gronden bemaalde van de erven J. Warmolts en mede-eigenaren in Neerwold. Dit gebied maakt tegenwoordig deel uit van het Paterswoldsemeer.
Waterstaatkundig gezien ligt het gebied sinds 2000 binnen dat van het waterschap Noorderzijlvest.